# Seasons of My Heart
Season of My Heart è un brano musicale scritto da George Jones e Darrell Edwards. La canzone fu pubblicata su singolo come lato B del 45 giri Why Baby Why/Seasons of My Heart nel 1955. Nella versione di Johnny Cash del 1960, divenne un successo da Top Ten Country negli Stati Uniti.
La canzone è una delle prime ballate di Jones, uno dei suoi brani più celebri frequentemente incluso in vari album e compilation della Starday e Mercury Records.

## Formazione
- George Jones - voce, chitarra acustica
- Herb Remington - steel guitar
- Lew Brisby - basso
- Tony Sepolio - violino
- Don Lewis - pianoforte

## Cover
- Johnny Cash incise una versione del brano per il suo album Now, There Was a Song! del 1960.
- Kitty Wells nel 1960.
- Jerry Lee Lewis sul disco Country Songs for City Folks del 1965.
- Willie Nelson nel 1966 sull'album Country Favorites-Willie Nelson Style.